# Zsarubőrben
A Zarubőrben (eredeti cím: Grijpstra en De Gier) 1979-es holland film Wim Verstappen rendezésében, Rijk de Gooyer és Rutger Hauer főszereplésével. A forgatókönyv Janwillem van de Wetering Het lijk in de Haarlemmer Houttuinen (1975) című könyvén alapul. Általánosságban vegyes értékeléseket kapott a krtikusoktól. A filmet 1979. szeptember 20-án mutatták be.
Amikor egy felakasztott embert találnak, felmerül a kérdés, hogy öngyilkosságról vagy gyilkosságról van-e szó. Lehetséges gyanúsítottak állnak rendelkezésre; a drogok világa és egy gyanús szekta.

## Cselekmény
Piet Verboomot holtan találják az amszterdami Haarlemmer Houttuinen egyik épületében. A hindi alapítvány helyiségében akasztották fel, amelynek ő volt a tulajdonosa. Henk Grijpstra és Rinus de Gier nyomozók nyomoznak az ügyben, és hamarosan arra a következtetésre jutnak, hogy gyilkosságról és nem öngyilkosságról van szó. Segítségükre van a fiatal és szorgalmas rendőr, Cardozo, aki saját maga nyomoz, és rájön, hogy az épületet kábítószer-kereskedelemre használják. Grijpstra és de Gier mélyebbre ásnak, és felfedezik, hogy Constanze, Verboom özvegye hirtelen rengeteg pénzzel rendelkezik. Egy másik gyanúsított Habberdoedas van Meteren. A meggyilkolt Verboom házában lakik, de úgy tűnik, semmi köze a gyilkossághoz. Régebben a rendőrségnél dolgozott a Holland Antillákon, és még mindig megvan a pisztolya azokból az időkből, mint emléktárgy. Manapság Van Meteren az amszterdami közlekedési rendőrségnél dolgozik, és van egy régi katonai motorja oldalkocsival. Miközben a nyomozópáros folytatja a keresést, további bonyodalmakkal kell szembenézniük. Grijpstrát felzaklatja egy lány halála, akit egy lakóhajón talál; a lány a saját hányásában fulladt meg. Az ügyet övező összes probléma miatt frusztráltan megveri a lány drogfüggő barátját, amiért az elhagyta a lányt. De Gier ugyanakkor viszonyt kezd a fő gyanúsítottal, Constanze Verboommal. Meg kell jelenniük a biztos előtt, aki köszvénye miatt sok időt tölt a forró fürdőben.
Az ügy tovább bonyolódik, amikor Ringetje és Van Beuzekom duója gyanúsítottá válik. Van Beuzekom Ringetje stricije is, és Grijpstra azt gyanítja, hogy mindkét férfi érintett a kábítószerben és a gyilkosságban. Végül ismét Cardozo az, aki a helyes irányba tereli a duót. Kiderül, hogy Piet Verboom már halott volt, mielőtt felakasztották volna. Olyan méreggel mérgezték meg, amelyet csak Habberdoedas van Meteren tudott megszerezni. Utóbbi azonban motorral megszökik, és vitorlásával az IJsselmeerre menekül. Amikor Grijpstra és de Gier le akarják tartóztatni, ő rájuk lő a régi pisztolyával. A páros a vízben köt ki, és úgy tűnik, halálra vannak ítélve. Sikerül azonban legyőzniük Van Meteren-t, és letartóztatják.

## Szereplők
- Rijk de Gooyer - Henk Grijpstra adjutáns
- Rutger Hauer - Rinus de Gier brigadéros
- Frederik de Groot - Simon Cardozo ügynök
- Jan Retèl - komisszár
- Willeke van Ammelrooy - Constanze
- Donald Jones - Habberdoedas van Meteren
- Joekie Broedelet - Miesje Verboom
- Marjan Berk - Mrs. Grijpstra
- Jaap Stobbe - Kroegbaas van Beuzekom
- Olaf Wijnants - Ringetje
- Willem Bos - Grijpstra fia
- Willem Sibbelee - rendőrtiszt
- Marina de Graaf - Helen
- Hillly Ruardy - Treesje
- Tom van Beek - főfelügyelő
- Hans Croiset - De Kater
- Frans Mulder - Bart
- Sacco van der Made - Constance apja
- Connie Renoir - Constance édesanyja
- Paula Cambach - Sientje
- Elisa Versluys - orvos
- Ellen Röhrman - orvos
- Johnny Kraaykamp jr. - fiú késsel

## Háttér-információk
Az eredeti tervek szerint Paul Verhoeven rendezte volna a filmet. A költségvetés és a profit elosztása miatt azonban konfliktus alakult ki, Verhoeven egy durvább filmet szeretett volna készíteni. Rob Houwer producer ezután úgy döntött, hogy Wim Verstappent kéri fel a rendezésre. Willem Ruis televíziós műsorvezető szerette volna eljátszani De Gier szerepét, de gyakorlatilag ő volt az egyetlen, aki erre alkalmasnak tartotta magát. Houwer szeretett volna egy egész filmsorozatot készíteni Grijpstra en de Gierről, mert van de Wetering írónak több története is készen állt. Verstappen és Houwer rendező között azonban nem jöttek össze a dolgok, és a finanszírozás is probléma maradt. Nyolc évvel később azonban készült egy folytatás, a De Ratelrat című film, amelyben Houwer nem volt producer. Verstappen maga sem volt elégedett a filmjével.

## Forgatókönyv
Wim Verstappen és Rob Houwer forgatókönyve fő vonalakban követi Van de Wetering könyvét. Néhány cselekményszálat hozzáadtak, mint például a heroinprostituált és Grijpstra asszony, és itt-ott előfordul néhány sületlen poén is, mint például a hírhedt jelenet, amikor Ringetje (Olaf Wijnants) karaktere fingik egyet, Van Beuzekom (Jaap Stobbe) pedig az öngyújtóját nyújtja oda. Ez lángot hoz létre. Rijk de Gooyer "Rijk" című életrajzában Rijk szerint ez volt az oka annak, hogy sokan elmentek a moziba, hogy megnézzék a filmet. A forgatókönyvírók megváltoztatták Habbadoedas van Meteren etnikai eredetét is. A könyvben Van Meteren Pápua Új-Guineából származik, a filmben viszont a Nagy-Antillákról. A forgatókönyvhöz Verstappen és Houwer nagymértékben felhasználhatta az eredeti könyvet, amelyet maga Van de Wetering fűzött össze az amszterdami rendőrség tartalékos ügynökeként szerzett tapasztalataival. Van de Wetering több mint tíz éven át dolgozott a rendőrségnek szabadidejében, és az általa elmesélt élmények egy része valós eseményeken alapul.

## Fordítás
- Ez a szócikk részben vagy egészben  a   Grijpstra en De Gier (film) című holland Wikipédia-szócikk fordításán alapul.  Az eredeti cikk szerkesztőit annak laptörténete sorolja fel. Ez a jelzés csupán a megfogalmazás eredetét és a szerzői jogokat jelzi, nem szolgál a cikkben szereplő információk forrásmegjelöléseként.